# Canvi d'esposes
Canvi d'esposes (original: Loving Couples) és una pel·lícula estatunidenca dirigida per Jack Smight, estrenada el 1980 i doblada al català

## Argument
L'intercanvi de parella en to de comèdia. Evelyn i Walter, quinquagenaris, coneixen respectivament Greg i Stéphanie, una parella de joves. S'emboliquen en relacions amoroses extraconjugals i la situació es torna complicada quan es troben junts un cap de setmana a Acapulco.

## Cançons
- And So It Begins, lletra de Norman Gimbel i música de Fred Karlin, interpretada per Syreeta Wright
- I'll Make It with Your Love, lletra de Norman Gimbel i música de Fred Karlin, interpretada per Billy Preston
- Take Me Away, lletra de Dean Pitchford i música de Fred Karlin, interpretada per The Temptations
- There's More Where That Came From, lletra de Dean Pitchford i música de Fred Karlin, interpretada per The Temptations
- Turn Up the Music, lletra de Dean Pitchford i música de Fred Karlin, interpretada per Syreeta Wright
- Bass Odyssey, lletra i música de Gregory Wright, interpretada per Jermaine Jackson

## Repartiment
- Shirley MacLaine: Evelyn
- James Coburn: Walter
- Susan Sarandon: Stephanie
- Stephen Collins: Greg
- Sally Kellerman: Madame Liggett